# Blidulphe
 (janvier 2014).
 (septembre 2019).
Blidulphe (v. 906-975), orthographié aussi quelquefois Blidulfe, Blidulfus ou Olridulphe, était un religieux français de l’abbaye de Gorze. Il fit faire des travaux d’agrandissement à l’abbaye de Gorze, puis se retira dans les Vosges où il fonda le prieuré d'Échéry dans le Val de Lièpvre.

## Biographie

### Un religieux de l’abbaye de Gorze
Religieux de l’abbaye de Gorze, Blidulphe fut princier primicerius puis archidiacre de la cathédrale de Metz, était et premier archidiacre de la cathédrale de Metz. Le princier ainsi appelé parce qu'il était inscrit le premier sur la table ou tablette enduite de cire contenant les noms des chantres au temps de saint Chrodegang, le troisième personnage après l'évêque.
Faisant partie d’une riche famille, Blidulphe fit des études à Saint-Remi de Reims et devint l’un des hommes les plus instruits pour son époque. Atteint d’une grave maladie, il demanda et obtint de l’abbé Einold (qui dirigeait l’abbaye de Gorze depuis 933) l’habit monastique. Il recouvra la santé et se consacra entièrement au service de la religion. Plus tard, l'abbé Einold l'envoya rétablir la discipline religieuse dans l'abbaye de Saint-Maximin de Trèves en compagnie d'Ogon ou de Hugues qui en était abbé. Einold fut secondé par un de ses confrères connu sous le nom de Gundelach, profès de l'abbaye de Fulda. L'un et l'autre revinrent à Gorze après le décès le Hugues en 947 qui avait été nommé évêque de Liège en 945.

### De passage à l'abbaye de Moyenmoutier
En l'an 967, Blidulphe et Gundelach furent appelés par Adalbert, abbé de l'abbaye de Moyenmoutier, qu’ils avaient rencontrés à Gorze. Adalbert souhait qu’ils le secondent dans la restauration de la discipline religieuse à Moyenmoutier. Adalbert avait été chargé par le duc de Lorraine, Frédéric Ier ou Ferry Ier, de rétablir les religieux bénédictins que le comte-abbé Hillin avaient chassé du couvent en 897. Richer et Jean de Bayon affirment que les chanoines vécurent pendant 70 ans à Moyenmoutier, ce qui donne les années 897 à 967. Le chanoine Herquel de Plainfaing quant à lui dit que les chanoines sont restés à Moyenmoutier pendant 60 ans. Le duc Frédéric, un homme intègre cherchait à rétablir et à réformer les monastères dont les mœurs et la discipline laissaient à désirer. Il chargea donc Adalbert d'entreprendre les réformes. L'abbé Einold lui recommanda pour le seconder dans sa tâche Blidulphe et Gundelach. Ils séjournèrent quelques années à Moyenmoutier pour établir la discipline religieuse et contribuèrent par leur savoir à rétablir la réputation dans l'enseignement des lettres et des sciences du couvent. Blidulphe avait déjà contribué à côté de Norgandus et Jean de Vandières à rétablir la réputation et la légitimation dans l'instruction des lettres et les sciences de l'abbaye de Gorze. Parmi les gens nobles auxquels il fut confronté à Gorze on retrouve selon Mabillon, Guillaume et Achéric qui le suivront plus tard à Echéry, dans la vallée de Lebrath (nom qui était employé au Xe siècle pour désigner le Val de Lièpvre).

### Fondateur du prieuré d'Echéry au Val de Lièpvre
Il mena des travaux sur l’oratoire en ruine d'Échery fondé par Ermengarde, ou Hugues III duc d'Alsace, la femme de Lothaire Ier duc de Lorraine, qui daterait de l’an 838, et construit un monastère vers 938 et fit venir des religieux auxquels il procura de nouveaux revenus grâce semble-t-il à la découverte de gisements d’argent. Selon d’autres sources[Lesquelles ?] aurait été construit par le père d'Ermengarde, Hugues III en l'an 836 ou 838 ou Luitfried[Quoi ?]. Blidulphe, rompu aux sciences de l'art et des lettres et des procédés industriels, a sans doute commencé à exploiter le terrain à la recherche des filons métalliques. Une fois découvert, il a commencé à exploiter avec succès les minerais, puis à former de nombreux disciples. Ils ont sans doute défriché de vastes terrains autour du Petit Rombach et de Sainte Marie-aux-Mines et établis des forges pour façonner les métaux.
Plus tard, Blidulphe et Gundelach sont envoyés, par l’abbé Einold à Maximin de Trèves pour y coopérer à la restauration de la discipline religieuse à la demande du duc Frédéric de Lorraine. Après le décès d’Ogon, ils retournèrent à Gorze, puis de nouveau au fond d'une vallée des Vosges qu'ils appelèrent Lebrath, un petit espace renfermé entre les montagnes. Sur le revers de la hauteur qui fait face au midi, Bliduphe fit construire un oratoire qu'il appela Belmont. Bientôt, le lieu lui convenant, il fit construire une église plus spacieuse, en laquelle on a veu neuf autels dédiez selon sa dévotion[réf. incomplète]. Autour de cette église, Blidulphe construisit, selon la position du lieu, des bâtiments et un cloître à l'usage des moines. Il acquit en même temps quelques revenus et ayant réuni des frères, cet homme, dévot de Dieu, passa sa vie dans le célibat[réf. incomplète]. Après avoir séjourné quelques années à Moyenmoutier, Blidulphe revint au Val de Lièpvre avec Gundelach. Il y vécut plus d’une dizaine d’années, jusqu’en 975 et fut enterré dans l’oratoire qu’il avait fait construire trente sept ans auparavant.
Gundelach, son compagnon survécut encore quelque temps et fut inhumé dans le même endroit. 